# Гомис, Кевин
Ке́вин Микаэ́ль Жунио́р Гоми́с(фр. Kévin Mickael Junior Gomis; 20 января 1989, Париж, Франция) — бывший французский и сенегальский футболист, выступавший на позиции защитника.

## Клубная карьера
Кевин Гомис начал карьеру профессионального футболиста в клубе «Генгам», но не сыграл ни одного матча за основной состав. В 2009 году Гомис перешёл в португальский клуб «Навал». Сыграл первый матч за команду 29 августа 2009 года в матче чемпионата Португалии против «Порту»
.
В ворота «Порту» 16 января 2011 года защитник забил и первый свой гол за «Навал», реализовав пенальти
.
За 2 сезона в «Навале» Гомис сыграл за команду в различных турнирах 54 матча и забил 2 гола.
Летом 2011 года защитник перешёл в «Ниццу». Дебютировал в команде 6 августа 2011 года (против лионского «Олимпика»), заменив Франсуа Клера на 50-й минуте встречи
.

## Статистика
| Клуб             | Сезон   | Национальный чемпионат | Национальный чемпионат | Национальный чемпионат | Национальные кубки | Национальные кубки | Континентальные кубки | Континентальные кубки | Всего | Всего |
| Клуб             | Сезон   | Лига                   | Игры                   | Голы                   | Игры               | Голы               | Игры                  | Голы                  | Игры  | Голы  |
| ---------------- | ------- | ---------------------- | ---------------------- | ---------------------- | ------------------ | ------------------ | --------------------- | --------------------- | ----- | ----- |
| Навал            | 2009/10 | Лига Сагриш            | 23                     | 0                      | 8                  | 0                  | 0                     | 0                     | 31    | 0     |
| Навал            | 2010/11 | Лига Сагриш            | 21                     | 2                      | 2                  | 0                  | 0                     | 0                     | 23    | 2     |
| Всего за «Навал» |         |                        | 44                     | 2                      | 10                 | 0                  | 0                     | 0                     | 54    | 2     |
| Ницца            | 2011/12 | Лига 1                 | 15                     | 0                      | 5                  | 0                  | 0                     | 0                     | 20    | 0     |
| Ницца            | 2012/13 | Лига 1                 | 11                     | 0                      | 5                  | 0                  | 0                     | 0                     | 16    | 0     |
| Всего за «Ниццу» |         |                        | 26                     | 0                      | 10                 | 0                  | 0                     | 0                     | 36    | 0     |
| Всего            |         |                        | 70                     | 2                      | 20                 | 0                  | 0                     | 0                     | 90    | 2     |